# عطر (فیلم ۲۰۰۱)
عطر (انگلیسی: Perfume) فیلمی محصول سال ۲۰۰۱ در مورد صنعت مد در نیویورک است.

## بازیگران
- استلا وارن
- جف گلدبلوم
- ماریل همینگوی
- کارمن الکترا
- عمر اپس
- پیتر گلگر